# East West Line
| East West Line  | East West Line                    |
| --------------- | --------------------------------- |
| East West Line  |                                   |
| Streckenlänge:  | 64,0 km                           |
| Spurweite:      | 1435 mm (Normalspur)              |
|                 |                                   |
| Linienfarbe:    | Grün                              |
| Eröffnungsjahr: | 1987                              |
| Linientyp:      | Unterpflasterbahn                 |
| Stationen:      | 35                                |
| Depots:         | 3 (Changi, Ulu Pandan, Tuas West) |

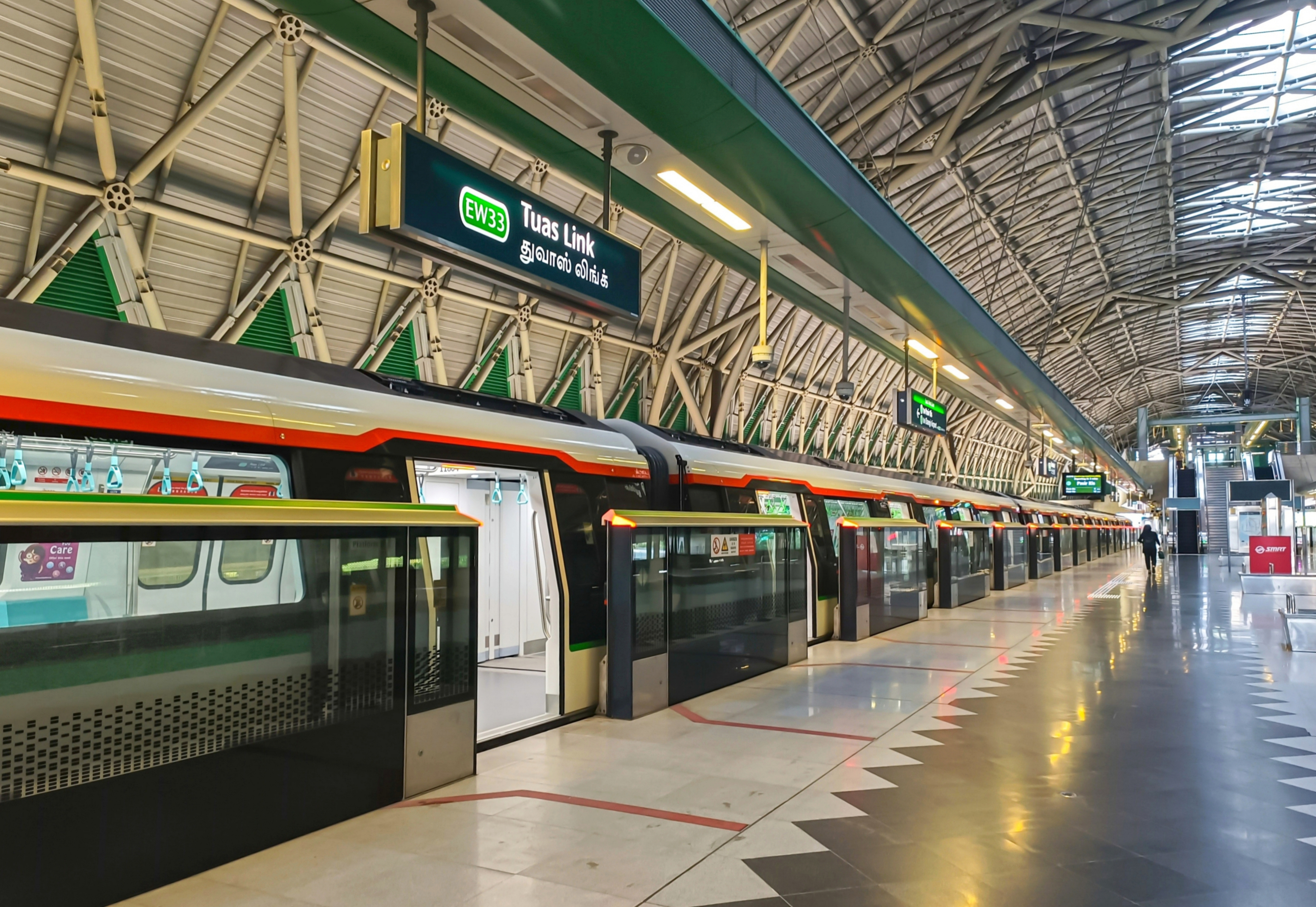
Ein R151 Zug an der Tuas Link

Die East West Line (chin. 东西线) ist die zweite in Singapur fertiggestellte MRT-Linie. Die Linie verbindet die östlichen und westlichen Teile der Insel sowie den Flughafen Changi mit dem Zentrum. Die Linie hat derzeit 31 Stationen, ist 49,2 km lang (42,8 km Stammstrecke, 6,4 km Flughafenabzweig) und wird von der SMRT Corporation betrieben. Die Linienfarbe ist grün.
Die Linie hat drei Depots an den Stationen Ulu Pandan, Tuas West und Changi. Zwischenzeitlich gab es direkte Züge vom Zentrum zum Flughafen Changi. Diese wurden abgeschafft, sodass man in Tanah Merah umsteigen muss. Zur aktuellen Flotte gehören Kawasaki Heavy Industries C151, Siemens C651, Kawasaki Heavy Industries & Nippon Sharyo C751B, Kawasaki Heavy Industries C151A, Kawasaki Heavy Industries C151B und Kawasaki Heavy Industries C151C.
Wie der Name schon sagt, verbindet die East West Line das Zentrum von Singapur mit dem östlichen und dem westlichen Teil der Insel, mit einem zusätzlichen Zweig zwischen Changi Airport und Tanah Merah, der als separater Shuttleservice verkehrt. Einige Stationen befinden sich normalerweise in der Mitte der Straßen wie Tanah Merah, Bedok, Queenstown, Commonwealth, Dover, Clementi, Pioneer, Joo Koon, Gul Circle, Tuas Crescent und Tuas West Road. Die Linie verläuft größtenteils auf Überkopfviadukten, im Stadtgebiet jedoch – zwischen Kallang und Redhill, Bedok und Kembangan sowie zwischen Expo und Changi Airport – unterirdisch. Die Fahrt von einem Ende der Linie zum anderen dauert etwa 78 Minuten.

## Geschichte
Das erste Segment der East West Line, das vom City Hall zum Outram Park führt, wurde am 12. Dezember 1987 eröffnet. Der Bauabschnitt nach Clementi wurde von Lee Kuan Yew am 12. März 1988 eröffnet. Während des Baus der Verlängerung der MRT-Linie wurde die Kreuzung der Commonwealth Avenue mit der Dover Close East verlegt. Die Linie wurde später am 5. November 1988 nach Lakeside verlängert. Die 15 Kilometer lange östliche Verlängerung zum Station Tanah Merah wurde am 4. November 1989 eröffnet, und an der Eröffnungsfeier nahm der damalige erste stellvertretende Premierminister Goh Chok Tong teil. Zu diesem Zeitpunkt wurde die East West Line gebildet, die die betriebliche Trennung von der North South Line widerspiegelt, die sich gleichzeitig bis zur Station Marina Bay erstreckt und ein grünes Thema verwendet.
Die 6 Kilometer lange Verlängerung der Linie Pasir Ris wurde am 16. Dezember 1989 vorzeitig mit einer Vorschau eröffnet. Die Boon Lay Station wurde am 6. Juli 1990 von Goh Chee Wee, MP für Boon Lay, eröffnet und markiert die Fertigstellung des ersten MRT-Systems.

### Station Dover

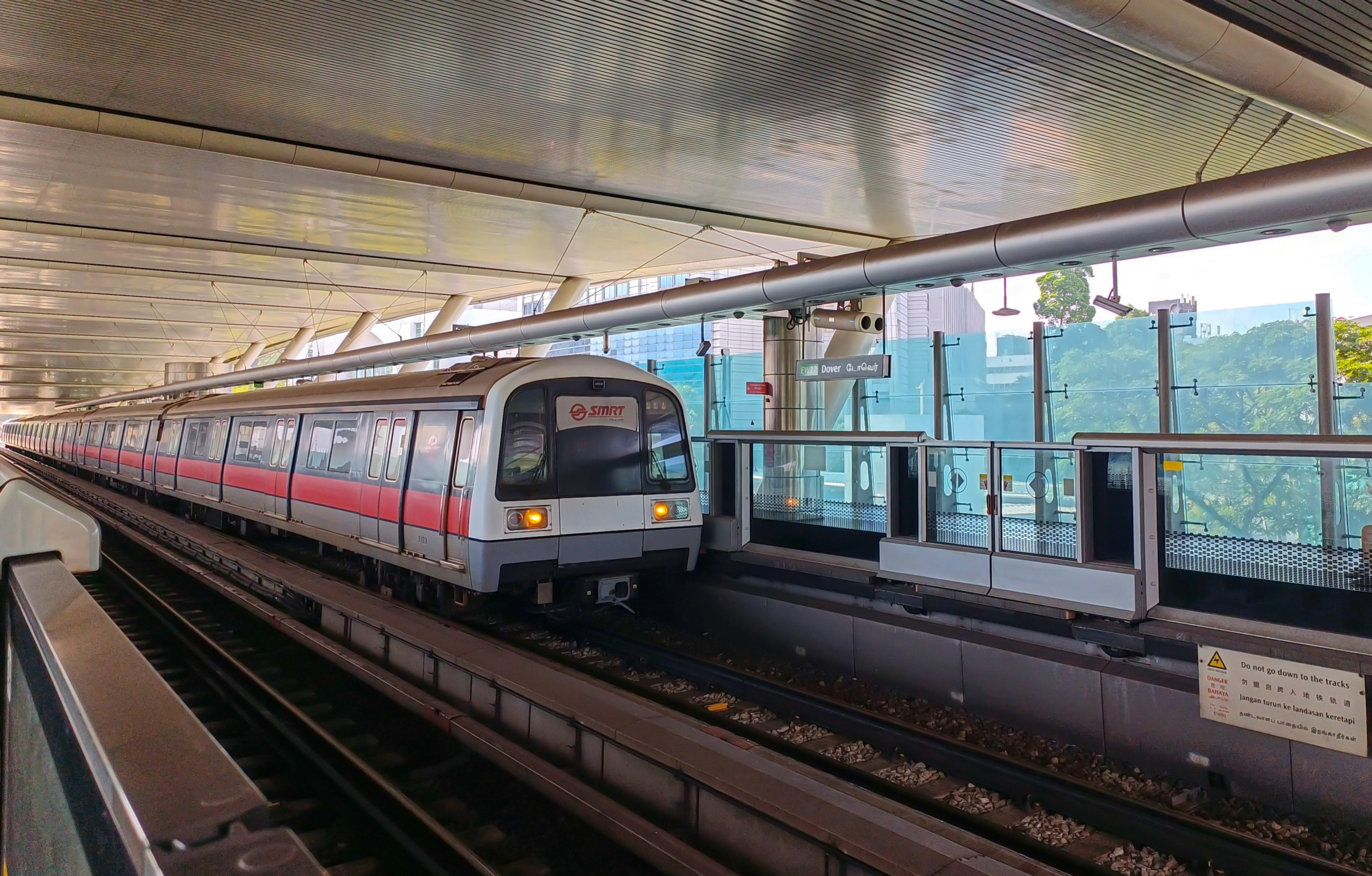
Station Dover

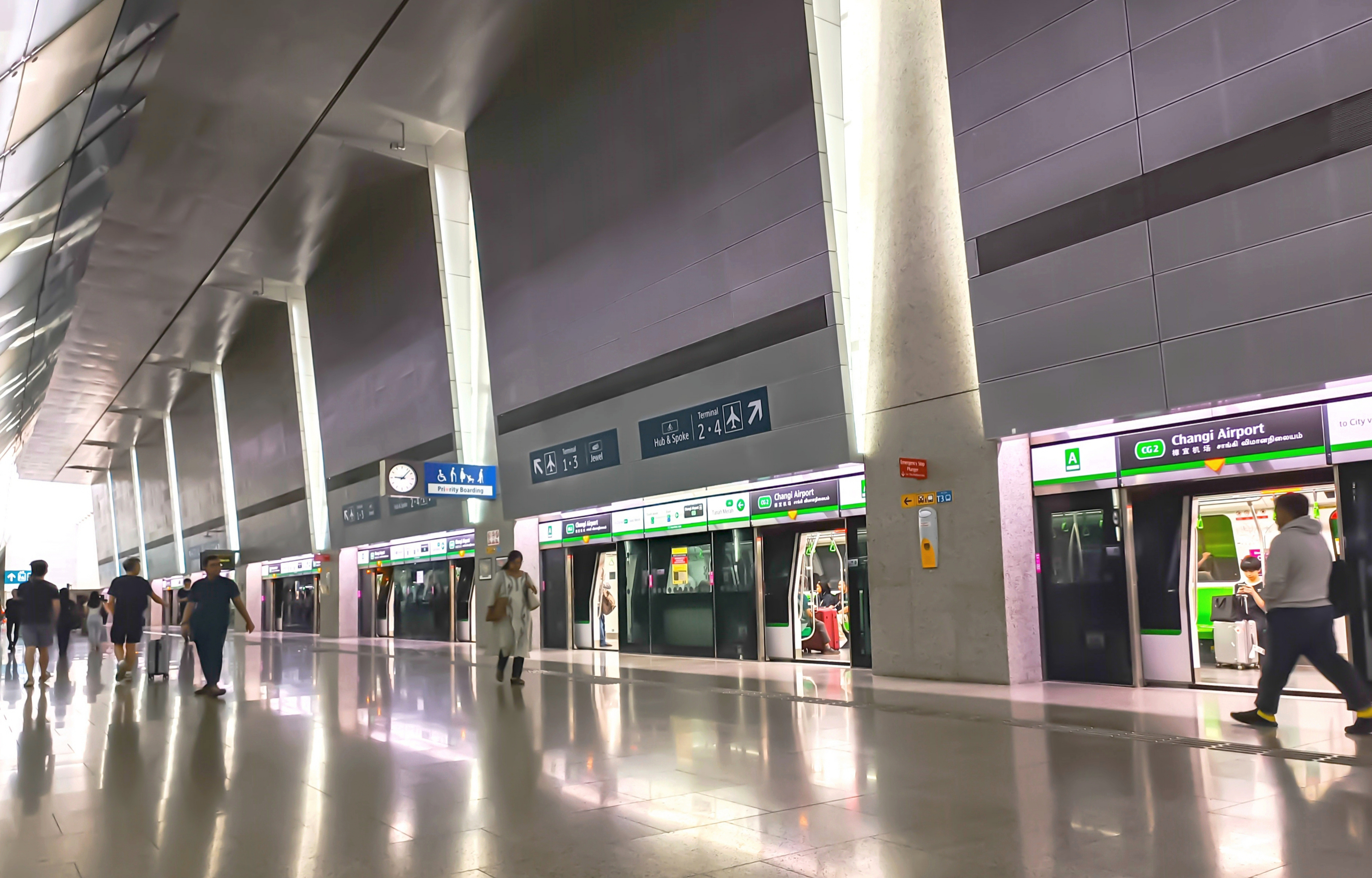
Station Changi Airport

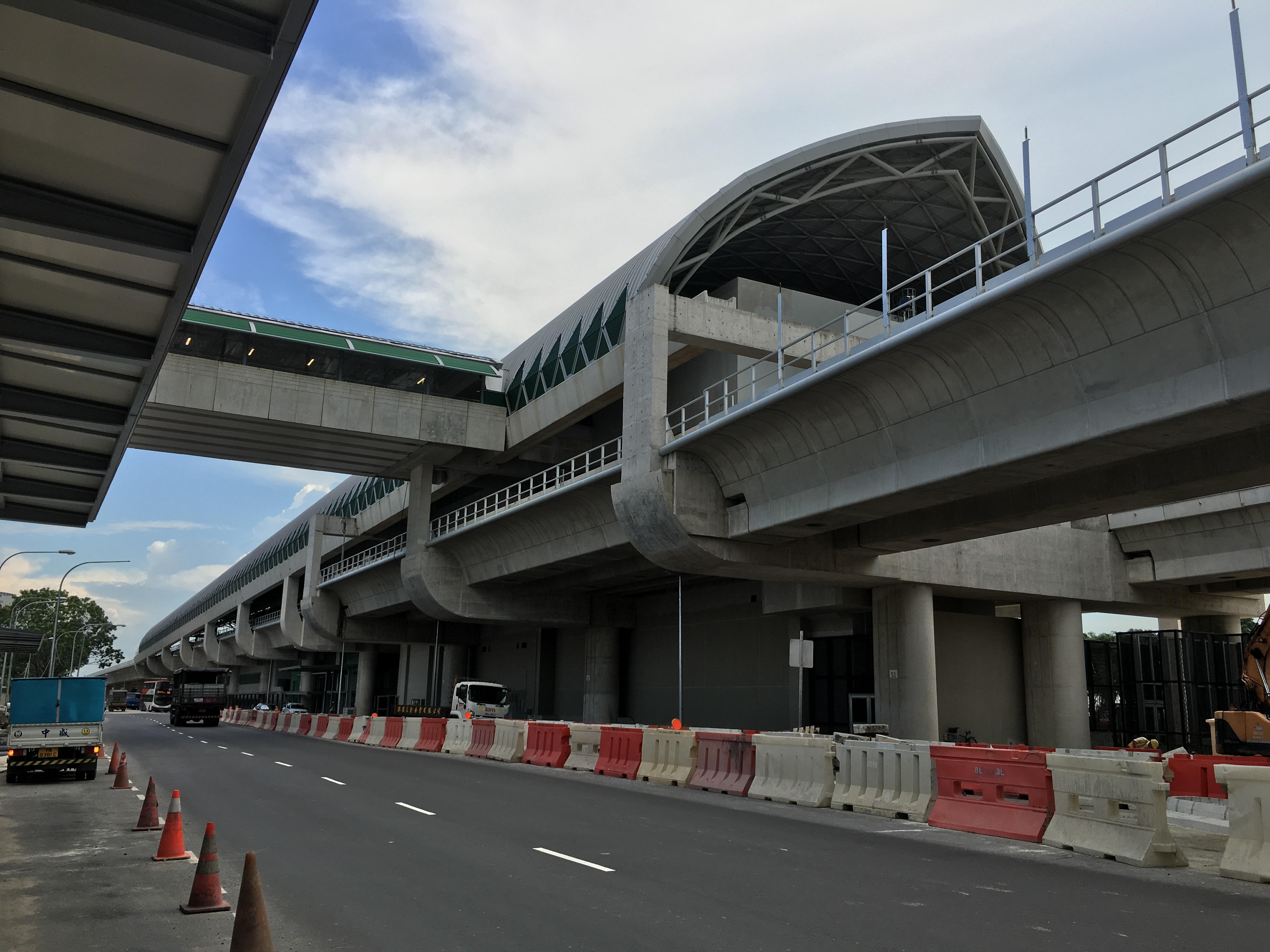
Station Tuas Link

Der Bau der neuen Station Dover begann im Juni 1998 zwischen Buona Vista und Clementi. Das Gebäude des Bahnhofs wurde von einigen Mitgliedern der Öffentlichkeit wegen des kleinen Gebiets, das es bediente, mit Vorbehalten aufgenommen, und es gab Kritik an der Ausgabe von „Steuergeldern“, die hauptsächlich nur von Studenten einer Bildungseinrichtung verwendet wurden. Trotz einiger Widerstände setzte die Land Transport Authority den Bau fort, um Pendler entlang des Singapore Polytechnic mit der Wohnsiedlung Dover zu versorgen. Am 18. Oktober 2001 wurde Dover eröffnet. Vor der Eröffnung wurden vom 13. bis 17. Oktober 2001 Testfahrten durchgeführt, als die Züge an diesem Bahnhof anhielten, aber ihre Türen nicht öffneten. Dover ist die erste Station im MRT-Netzwerk, die als Füllstation gebaut wurde. Ursprünglich hieß es Polytechnic und wurde später im September 2000 in Dover umbenannt.

### Changi Airport Extension
Die Idee, das Mass Rapid Transit-System auf den Flughafen Changi auszudehnen, wurde beim Bau des Terminals 3 des Flughafens überdacht. Frühere Pläne für eine neue Linie, die von der bestehenden East West Line in Tanah Merah abzweigt, waren schon lange geplant. Einige konzeptionelle Pläne zeigten eine vorläufige Ausrichtung der Route zum Flughafen entlang des Airport Boulevard, der über den Flughafen hinaus nach Changi Point führt, bevor sie entlang der Ostküste nach Südwesten zurück in Richtung Stadt abbiegen. Die Pläne wurden schließlich am 15. November 1996 vom damaligen stellvertretenden Premierminister Lee Hsien Loong bekannt gegeben. Die neue Streckenausrichtung zeigte jedoch eine Abweichung von früheren Plänen, in denen der endgültige Plan nur den Bau der ersten beiden Stationen der Expo und des Flughafens Changi beinhaltete, wobei letztere die U-Bahnstation zwischen Terminal 2 und Terminal war 3. Die Ausrichtung der Station am Flughafen wurde ebenfalls senkrecht in Ost-West-Richtung umgeschaltet, so dass die Station direkt von beiden Enden der Station zu zwei der Terminals führt. Die Entwürfe der Stationen wurden am 10. Februar 1998 enthüllt. Der Bau begann am 29. Januar 1999. Die Expo und der Flughafen Changi wurden am 10. Januar 2001 bzw. am 8. Februar 2002 eröffnet und werden derzeit im Rahmen eines Shuttleservices betrieben. Vor dem 22. Juli 2003 wurde der Zugverkehr von Boon Lay nach der Eröffnung aufgenommen, später jedoch aufgrund geringer Schirmherrschaft wieder auf Shuttle-Dienste umgestellt. Am 25. Mai 2019 wurde bekannt gegeben, dass die Changi Airport Extension bis 2040 in die Thomson-East Coast Line Extension (TELe) umgewandelt wird.

### Western Extension
Die Boon Lay Extension wurde am 29. Dezember 2004 angekündigt und dient Bewohnern von Jurong West, Upper Jurong und Industriearbeitern im Tuas Industrial Estate. Die Bauarbeiten begannen am 12. Mai 2006 und wurden am 28. Februar 2009 eröffnet. Pläne zur Verlängerung der Strecke nach Tuas (Raffles Marina) waren 1998 geplant, wurden jedoch erst mit dem Land Transport Masterplan 2008 umgesetzt. Am 11. Januar 2011 wurde zusammen mit Tuas West Depot die Verlängerung von Tuas West von Joo Koon nach Tuas Link angekündigt. Die Bauarbeiten begannen am 4. Mai 2012 und wurden am 18. Juni 2017 abgeschlossen. Die Tests wurden bis 2017 durchgeführt. Während der Anfangsphase der Eröffnung enden alternative Züge in Joo Koon und Tuas Link. Jetzt enden 2 von 3 Zügen am Joo Koon und 1 von 3 Zügen am Tuas Link, alle mit reduzierten Frequenzen.

### Tanah Merah Modification Project
Am 25. August 2014 hat die Land Transport Authority angekündigt, dass die neue Plattform in Tanah Merah gebaut wird, um schnellere Fahrten und kürzere Wartezeiten über die East West Line zu ermöglichen. Der Auftrag wurde am 25. Oktober 2016 vergeben und der Bau begann im Jahr 2017. Nach seiner Fertigstellung im Jahr 2024 wird es nach Jurong East die zweite MRT-Station sein, die über dreifache Inselplattformen verfügt.

## Unfall bei Pasir Ris
Der Bahnunfall von Pasir Ris war ein Zugunfall, der am 22. März 2016 an der Kreuzung nahe der Pasir Ris, auf der East West Line aufgetreten ist. Ein C151-Zug lief bei rund 60 km/h in zwei SMRT Trains, die Trainees trainierten, was zu ihrem Tod führte. Die zwei verstorbenen Arbeiter arbeiteten zu dieser Zeit an einem Gleis-Signal-Problem als Teil eines Teams von 15 Gleisleuten. Dieser Vorfall war „das schlimmste Zugunglück“ in der Geschichte der MRT in Singapur.
SMRT-Züge und ein SMRT-Management-Personal wurden wegen Verstoßes gegen das Gesetz über Arbeitssicherheit und Gesundheitsschutz, das zu diesem Unfall geführt hat, angeklagt und wurden mit $ 400.000 bzw. $ 55.000 bestraft. Der SMRT-Ingenieur, der das Track-Team am Unfallort führte, wurde von SMRT Trains entlassen und wegen Fahrlässigkeit angeklagt, die nach dem Strafgesetzbuch zum Tode führte.
Der Vorfall ereignete sich am 22. März 2016 um 11.10 Uhr, als ein Team von 15 Mitarbeitern an einem Gleisschalter in der Nähe der MRT-Station Pasir Ris eingesetzt wurde, um einen Hochspannungsalarm zu untersuchen, der auf einen möglichen Signalfehler hinwies. Das Team von 15 Gleisarbeitern lief in einer einzigen Datei auf die Signalausrüstung zu, um das Problem zu untersuchen, und erhielt Zugang zum Gleis. Die beiden verstorbenen Arbeiter, Nasrulhudin Majumudin und Muhammad Asyraf Ahmad Buhari, waren die Zweit- und Drittplatzierten des Teams, die als Feile auf dem Bürgersteig in der Nähe der dritten Schiene gingen. Beide waren Auszubildende in SMRT Trains. Auf diesem Streckenabschnitt wurde keine Geschwindigkeitsbegrenzung oder ATC-Code-Beschränkung vorgenommen, und es gab keinen Eisenbahnwächter, der die Triebfahrzeugführer vor der Anwesenheit von Arbeitern auf der Strecke warnte. Der Einzugszug, von dem es C151 ist, war im Automatikbetrieb unter Westinghouse ATC und beschleunigte auf eine Geschwindigkeit von 60 km/h.
Die beiden verstorbenen Mitarbeiter, ein Vorgesetzter und mindestens ein weiterer Gleisarbeiter überquerten die dritte Schiene und auf die Strecke, um auf die Signalausrüstung zuzugreifen. Ein leitender Offizier im Team bemerkte dann den Zug und schrie, sich zu bewegen. Mitglieder des Teams versuchten, auf den Bürgersteig zurückzuspringen und Zuflucht zu suchen. Der Lokführer bemerkte die Gleisarbeiter und versuchte, die Notbremse zu betätigen. Der Zug traf jedoch sowohl Nasrulhudin als auch Muhammad Asyraf. Nasrulhudin wurde unter dem Zug zerquetscht, während Muhammad Asyraf von dem Zug getroffen wurde, der 5 Meter in die Luft flog. Beide Mitarbeiter erlitten mehrere Verletzungen und wurden am Tatort für tot erklärt. Der Service zwischen Tanah Merah und Pasir Ris wurde daraufhin für 2,5 Stunden ausgesetzt, was 10.000 Pendler betraf.

## Unfall bei Joo Koon
Am 15. November 2017 um ca. 8.18 Uhr stießen 2 C151A-Züge an der Joo Koon zusammen. Ein Zugfehler führte dazu, dass der erste Zug in Richtung Tuas Link am Bahnhof stehen blieb. Eine Minute später stoppte ein zweiter Zug hinter dem ersten und fuhr dann „unerwartet weiter“, was zur Kollision führte. 34 Passagiere und 2 SMRT-Mitarbeiter erlitten leichte bis mittelschwere Verletzungen und wurden an das Ng Teng Fong Hospital und das National University Hospital weitergeleitet. Dies ist der zweite solcher Vorfälle nach dem 5. August 1993, wobei der erste bei der Kollision zweier C151-Züge in Clementi aufgetreten ist. Der Übergang sollte im Oktober 2017 stattfinden, wenn die Downtown Line eröffnet wird.
Der Unfall erhöhte die öffentliche Empörung und den Druck auf die SMRT Corporation und die Land Transport Authority (LTA) angesichts eines großen Vorfalls in den Tunnelfluten, der zu der Entdeckung führte, dass SMRT-Wartungsarbeiter die notwendigen Wartungsarbeiten an ihren Pumpen nicht durchgeführt hatten und hatte Aufzeichnungen gefälscht. Beide Organisationen beschrieben den Unfall als einen Zug, der in ihren ersten Medienmitteilungen mit einem anderen Zug „in Kontakt“ kam, und dies wurde von Kommentatoren und der Öffentlichkeit als Versuch, den Vorfall herunterzuspielen, kritisiert. Verkehrsminister Khaw hatte sich bei den Beschäftigten in Jurong entschuldigt und Oppositionsparteien forderten entweder eine Untersuchung oder den Rücktritt des Verkehrsministers.
Infolgedessen wurden die Zugverbindungen zwischen den Bahnhöfen Tuas Link und Joo Koon vorübergehend in beiden Richtungen für 2 Stunden am Tag selbst und für den ganzen Tag am 16. November 2017 unterbrochen, was dazu führte, dass die Züge in westlicher Richtung am Bahnhof Joo Koon endeten.
Während der erste Zug entschärft wird und die automatischen Bahnsteigtüren geöffnet werden, wurde ein separates Schutzmodul und eine Blase aktiviert, um die gesamte Länge der Plattform in der Joo-Koon-Station zu blockieren. Das Modul informierte den Signalisierungscomputer des zweiten Zuges, dass die Westbound-Plattform der Joo Koon-Station besetzt war und sich von der Plattform fernhielt. Der zweite Zug hielt in der richtigen Entfernung an, während die automatischen Bahnsteigtüren offen blieben. Sobald die Türen geschlossen sind, wurde das Plattformlängenmodul entfernt. Als die Signalisierung feststellte, dass der erste Zug nur aus drei statt aus sechs Wagen besteht, begann er, sich aus der Entfernung von drei Wagen zwischen den beiden Zügen zu bewegen und ermöglichte so die Beschleunigung des zweiten Zuges und die Auffahrunfälle des ersten Zuges. SMRT erklärte später, dass, als der erste Zug am Bahnsteig abfuhr, ein Signal ausgegeben wurde, um zu zeigen, dass die Plattform besetzt war. Wenn die Bahnsteigtüren geschlossen sind, wurde der Schutz später entfernt, so dass der zweite Zug zuerst anschlagen konnte.
Laut einer Aktualisierung der Landtransportbehörde (LTA) & SMRT vom 16. November 2017 haben LTA und SMRT beschlossen, den Betrieb der Tuas West Extension, die auf dem neuen Signalsystem läuft, für bis zu einen Monat vom Rest der die East West Line, die auf der alten Signalanlage läuft. Dies wird es LTA-Ingenieuren ermöglichen, zusammen mit Thales weitere Sicherheitskontrollen durchzuführen. Der Zugdienst auf der Linie wurde am 20. November wieder aufgenommen, wobei die Tuas West Extension zwischen Gul Circle und Tuas Link das neue Signalsystem und den Abschnitt zwischen Pasir Ris und Joo Koon sowie die Abzweigung des Flughafens Changi auf den alten System. Die Zugverbindungen zwischen Joo Koon und Gul Circle wurden unterbrochen und ein kostenloser Überlandbus steht zur Verfügung. Es wird erwartet, dass der Service zwischen Pasir Ris und Tuas Link erst Mitte 2018 wieder aufgenommen wird, sobald die Strecke das neue Signalisierungssystem nutzt.
Im Anschluss an die Untersuchung kündigte SMRT an, dass die Betriebszeiten für die East West und North South reduziert werden, um Wartungsarbeiten und den vollständigen Übergang zum neuen Signalsystem zu erleichtern. Vom 29. November 2017 bis zum 25. Dezember 2017 wurden 17 Stationen der East West Line von Joo Koon nach Outram Park sowie Jurong East nach Choa Chu Kang von der North South Line um 23 Uhr freitags und samstags um 8 Uhr morgens geschlossen samstags und sonntags, und einige Tage sind komplett geschlossen.
Vom 8. Januar 2018 bis zum 24. Februar 2018 wurden auch die Bahnhöfe von Outram Park nach Pasir Ris und Changi aus denselben Gründen geschlossen. Die einzige mögliche Alternative ist die Downtown Line.

## Stationen
| Kürzel | Station        | Übergang                                         |
| ------ | -------------- | ------------------------------------------------ |
| EW1    | Pasir Ris      |                                                  |
| EW2    | Tampines       | Downtown Line DT32                               |
| EW3    | Simei          |                                                  |
| EW4    | Tanah Merah    | Abzweig zum Changi Airport im Pendelbetrieb      |
| EW5    | Bedok          |                                                  |
| EW6    | Kembangan      |                                                  |
| EW7    | Eunos          |                                                  |
| EW8    | Paya Lebar     | Circle Line CC9                                  |
| EW9    | Aljunied       |                                                  |
| EW10   | Kallang        |                                                  |
| EW11   | Lavender       |                                                  |
| EW12   | Bugis          | Downtown Line DT14                               |
| EW13   | City Hall      |                                                  |
| EW14   | Raffles Place  | North South Line NS25                            |
| EW15   | Tanjong Pagar  | North South Line NS26                            |
| EW16   | Outram Park    | North East Line NE3 Thomson-East Coast Line TE17 |
| EW17   | Tiong Bahru    |                                                  |
| EW18   | Redhill        |                                                  |
| EW19   | Queenstown     |                                                  |
| EW20   | Commonwealth   |                                                  |
| EW21   | Buona Vista    | Circle Line CC22                                 |
| EW22   | Dover          |                                                  |
| EW23   | Clementi       |                                                  |
| EW24   | Jurong East    | North South Line NS1                             |
| EW25   | Chinese Garden |                                                  |
| EW26   | Lakeside       |                                                  |
| EW27   | Boon Lay       |                                                  |
| EW28   | Pioneer        |                                                  |
| EW29   | Joo Koon       |                                                  |
| EW30   | Gul Circle     |                                                  |
| EW31   | Sierra         |                                                  |
| EW32   | Yosemite       |                                                  |
| EW33   | Tuas Link      |                                                  |
| CG1    | Expo           |                                                  |
| CG2    | Changi Airport |                                                  |